# معدل ضوء حيزي

معدّل الضوء الحيزي (بالإنجليزية: Spatial Light Modulator أو SLM)‏ هو عنصر تابع لمجال البصريات يقوم بفرض نوع من التغيير الحيزي أو المكاني على أشعة الضوء الساقطة عليه.
في السابق كانت معدلات الضوء الحيزية تعمل على أساس تعديل مطال الحقل الكهربائي لأشعة الضوء، ولكن في الآونة الأخيرة بدأت تظهر كذلك معدلات ضوء تعدّل طور الحقل الكهربائي فحسب (أي من دون المس بالمطال)، أو تلك التي تستطيع تعديل الاثنين معًا - وهذا بالاعتماد على مبادئ الذواكر ثلاثية الأبعاد (أو الهولوغرافيا).